# Llista d'espais d'interès geològic de la conca de l'Ebre de Catalunya
Llista d'espais d'interès geològic de la Conca de l'Ebre inclosos en l'Inventari d'espais d'interès geològic de Catalunya (IEIGC).
| Nom                                                      | Protecció                                           | Tipus | Característiques                                                             | Localització | Codi      | Imatge |
| -------------------------------------------------------- | --------------------------------------------------- | --- | ---------------------------------------------------------------------------- | --- | --------- | --- |
| Successió lacustre paleògena de Sanaüja                  |                                                     | Geozona | 969,59 ha Estratigrafia, Estructural (Paleogen)                              | Sanaüja (Segarra) 41° 52′ 28″ N, 1° 18′ 49″ E / 41.874428°N,1.313686°E | IEIGC-201 | {{ca\|Successió lacustre paleògena de Sanaüja}} · {{WLE-AD-ES\|IEIGC-201}} · {{Object location dec\|41.874428\|1.313686\|region:ES-CT_type:forest_dim:5400_source:cawiki}} · [[Categoria:Successió lacustre paleògena de Sanaüja]]                        |
| Terrasses del Segre                                      |                                                     | Geozona Geòtops: 1- Plec quaternari de la carretera L-904 2- fractura dels Caus 3- plecs de Gerb i les terrasses de la Basella | 983,87 ha Geomorfologia (Neogen i Quaternari)                                | Balaguer, Os de Balaguer (Noguera) 41° 49′ 24″ N, 0° 47′ 15″ E / 41.823415°N,0.787469°E | IEIGC-202 | {{ca\|Terrasses del Segre (Noguera)}} · {{WLE-AD-ES\|IEIGC-202}} · {{Object location dec\|41.823415\|0.787469\|region:ES-CT_type:forest_dim:3900_source:cawiki}} · [[Categoria:Geological sites in Catalonia]]                                            |
| Jaciments de plantes fòssils de la Segarra               | Interès paleontològic                               | Geozona | 807,24 ha Paleontològic (Paleogen)                                           | Cervera, Ribera d'Ondara, Tàrrega (Segarra) 41° 38′ 28″ N, 1° 19′ 10″ E / 41.641198°N,1.319513°E | IEIGC-203 | {{ca\|Jaciments de plantes fòssils de la Segarra}} · {{WLE-AD-ES\|IEIGC-203}} · {{Object location dec\|41.641198\|1.319513\|region:ES-CT_type:forest_dim:4100_source:cawiki}} · [[Categoria:Jaciments de plantes fòssils de la Segarra]]                  |
| Pedreres del Talladell                                   | Interès paleontològic                               | Geòtop | 78,88 ha Estratigrafia (Paleogen)                                            | Tàrrega, el Talladell (Urgell) 41° 38′ 43″ N, 1° 09′ 58″ E / 41.645144°N,1.166126°E | IEIGC-204 | {{ca\|Pedreres del Talladell}} · {{WLE-AD-ES\|IEIGC-204}} · {{Object location dec\|41.645144\|1.166126\|region:ES-CT_type:landmark_source:cawiki}} · [[Categoria:Geological sites in Catalonia]]                                                          |
| Pedrera de Sarral                                        | Interès paleontològic                               | Geòtop | 25,23 ha Estratigrafia (Paleogen)                                            | Sarral (Conca de Barberà) 41° 27′ 07″ N, 1° 14′ 28″ E / 41.451922°N,1.241202°E | IEIGC-205 | {{ca\|Pedrera de Sarral}} · {{WLE-AD-ES\|IEIGC-205}} · {{Object location dec\|41.451922\|1.241202\|region:ES-CT_type:landmark_source:cawiki}} · [[Categoria:Geological sites in Catalonia]]                                                               |
| Successió oligocena de Serra Picarda-Montmeu             | Interès paleontològic                               | Geozona | 4.662,99 ha Estratigrafia (Paleogen)                                         | La Granja d'Escarp, Seròs (Segrià) 41° 23′ 09″ N, 0° 22′ 39″ E / 41.385848°N,0.377409°E | IEIGC-206 | {{ca\|Successió oligocena de Serra Picarda-Montmeu (Segrià)}} · {{WLE-AD-ES\|IEIGC-206}} · {{Object location dec\|41.385848\|0.377409\|region:ES-CT_type:forest_dim:7600_source:cawiki}} · [[Categoria:Geological sites in Catalonia]]                    |
| Cova de l'Espluga de Francolí                            | ENP Muntanyes de Prades Jaciment arqueològic        | Geòtop | 0,71 ha Geomorfologia (Paleogen, Neogen i Quaternari)                        | L'Espluga de Francolí i Vimbodí (Conca de Barberà) 41° 23′ 57″ N, 1° 06′ 12″ E / 41.399225°N,1.1032°E | IEIGC-207 | {{ca\|Cova de l'Espluga de Francolí}} · {{WLE-AD-ES\|IEIGC-207}} · {{Object location dec\|41.399225\|1.1032\|region:ES-CT_type:landmark_source:cawiki}} · [[Categoria:Geological sites in Catalonia]]                                                     |
| Cinglera de Castellfollit de la Roca                     | PNT Zona volcànica de la Garrotxa                   | Geòtop | 4,32 ha Petrologia (Neogen i Quaternari)                                     | Castellfollit de la Roca (Garrotxa) 42° 13′ 17″ N, 2° 33′ 10″ E / 42.221499°N,2.552876°E | IEIGC-208 | {{ca\|Cinglera de Castellfollit de la Roca}} · {{WLE-AD-ES\|IEIGC-208}} · {{Object location dec\|42.221499\|2.552876\|region:ES-CT_type:landmark_source:cawiki}} · [[Categoria:Cinglera de Castellfollit de la Roca]]                                     |
| Colades basàltiques de Sant Joan les Fonts               | PNT Zona volcànica de la Garrotxa                   | Geozona | 4,23 ha Petrologia (Neogen i Quaternari)                                     | Sant Joan les Fonts (Garrotxa) 42° 13′ 03″ N, 2° 30′ 47″ E / 42.217581°N,2.513129°E | IEIGC-209 | {{ca\|Colades basàltiques de Sant Joan les Fonts}} · {{WLE-AD-ES\|IEIGC-209}} · {{Object location dec\|42.217581\|2.513129\|region:ES-CT_type:forest_dim:300_source:cawiki}} · [[Categoria:Geological sites in Catalonia]]                                |
| Volcans de Santa Margarida, Croscat i Roca Negra         | PNT Zona volcànica de la Garrotxa                   | Geozona Geòtops: 1-Gredera del Croscat 2- Aflorament de la Vall dels Arcs 3- Aflorament Pista Mas el Cros 4- Aflorament de la Pomareda 5- Aflorament de Can Tià 6- Volcà de Rocanegra | 3.095,68 ha Petrologia i Geomorfologia (Neogen i Quaternari)                 | Olot, Santa Pau i Sant Feliu de Pallerols (Garrotxa) 42° 08′ 32″ N, 2° 30′ 28″ E / 42.142217°N,2.507897°E | IEIGC-210 | {{ca\|Volcans de Santa Margarida, Croscat i Roca Negra (Garrotxa)}} · {{WLE-AD-ES\|IEIGC-210}} · {{Object location dec\|42.142217\|2.507897\|region:ES-CT_type:forest_dim:10500_source:cawiki}} · [[Categoria:Santa Margarida Volcano]]                   |
| Conca lacustre de Banyoles                               | Interès paleontològic Part ENP Estany de Banyoles   | Geozona Geòtops: 1- La platja d'Espolla al Pla d'Usall 2- Les Tunes | 404,54 ha Estratigrafia (Neogen i Quaternari)                                | Porqueres, Banyoles, Fontcoberta (Pla de l'Estany) 42° 07′ 34″ N, 2° 45′ 40″ E / 42.126125°N,2.761007°E | IEIGC-211 | {{ca\|Conca lacustre de Banyoles}} · {{WLE-AD-ES\|IEIGC-211}} · {{Object location dec\|42.126125\|2.761007\|region:ES-CT_type:forest_dim:4700_source:cawiki}} · [[Categoria:Geological sites in Catalonia]]                                               |
| Volcà del puig d'Adri                                    | Part ENP Muntanyes de Rocacorba                     | Geozona Geòtops: 1- Aflorament de la font de la Torre 2- Aflorament de la Sureda d'en Toscà | 233,75 ha Geomorfologia (Paleogen, Neogen i Quaternari)                      | Canet d'Adri i Sant Martí de Llémena (Gironès) 42° 02′ 45″ N, 2° 44′ 26″ E / 42.045878°N,2.740615°E | IEIGC-212 | {{ca\|Volcà del puig d'Adri (Gironès)}} · {{WLE-AD-ES\|IEIGC-212}} · {{Object location dec\|42.045878\|2.740615\|region:ES-CT_type:forest_dim:2300_source:cawiki}} · [[Categoria:Geological sites in Catalonia]]                                          |
| Volcans del clot de l'Omera i de la Banya de Boc         | Part ENP Muntanyes de Rocacorba                     | Geozona | 383,56 ha Geomorfologia (Neogen i Quaternari)                                | Sant Martí de Llémena (Gironès) 42° 01′ 50″ N, 2° 40′ 51″ E / 42.030588°N,2.680827°E | IEIGC-213 | {{ca\|Volcans del clot de l'Omera i de la Banya de Boc (Sant Martí de Llémena)}} · {{WLE-AD-ES\|IEIGC-213}} · {{Object location dec\|42.030588\|2.680827\|region:ES-CT_type:forest_dim:3000_source:cawiki}} · [[Categoria:Geological sites in Catalonia]] |
| Escull de la Trona                                       | Interès paleontològic                               | Geòtop | 11,76 ha Paleontològic (Paleogen)                                            | Orís (Osona) 42° 02′ 38″ N, 2° 11′ 22″ E / 42.043882°N,2.18935°E | IEIGC-214 | {{ca\|Escull de la Trona (Orís)}} · {{WLE-AD-ES\|IEIGC-214}} · {{Object location dec\|42.043882\|2.18935\|region:ES-CT_type:landmark_source:cawiki}} · [[Categoria:Geological sites in Catalonia]]                                                        |
| Cova del serrat del Vent (Tavertet)                      | ENP Collsacabra                                     | Geòtop | 294,99 ha Geomorfologia (Paleogen, Neogen i Quaternari)                      | Tavertet (Osona) 42° 01′ 07″ N, 2° 25′ 32″ E / 42.018594°N,2.425505°E | IEIGC-215 | {{ca\|Cova del serrat del Vent (Tavertet)}} · {{WLE-AD-ES\|IEIGC-215}} · {{Object location dec\|42.018594\|2.425505\|region:ES-CT_type:landmark_dim:1600_source:cawiki}} · [[Categoria:Geological sites in Catalonia]]                                    |
| Cingles de Tavertet - el Far                             | ENP Collsacabra                                     | Geozona Geòtops: 1- Turó del Castell de Tavertet 2- L'itinerari de Sau a Tavertet 3- La falla de Sant Joan de Fàbregues 4- El Mirador del Far | 3.126,87 ha Estratigrafia (Paleozoic, Paleogen)                              | Tavertet, Rupit i Pruit, Amer, Vilanova de Sau (Osona) 41° 59′ 10″ N, 2° 24′ 29″ E / 41.986102°N,2.407998°E | IEIGC-216 | {{ca\|Cingles de Tavertet - el Far (Osona)}} · {{WLE-AD-ES\|IEIGC-216}} · {{Object location dec\|41.986102\|2.407998\|region:ES-CT_type:forest_dim:13700_source:cawiki}} · [[Categoria:Cingles de Tavertet - el Far]]                                     |
| Muntanya de Sal de Cardona                               | ENP                                                 | Geozona | 278,95 ha Petrologia (Paleogen)                                              | Cardona (Bages) 41° 54′ 26″ N, 1° 40′ 58″ E / 41.907294°N,1.682678°E | IEIGC-217 | {{ca\|Muntanya de Sal de Cardona}} · {{WLE-AD-ES\|IEIGC-217}} · {{Object location dec\|41.907294\|1.682678\|region:ES-CT_type:forest_dim:3100_source:cawiki}} · [[Categoria:Muntanya de sal de Cardona]]                                                  |
| Xaragalls de Santa Eulàlia de Riuprimer                  |                                                     | Geòtop | 2,74 ha Estratigrafia (Paleogen)                                             | Santa Eulàlia de Riuprimer, Vic (Osona) 41° 54′ 20″ N, 2° 12′ 07″ E / 41.905507°N,2.202025°E | IEIGC-218 | {{ca\|Xaragalls de Santa Eulàlia de Riuprimer}} · {{WLE-AD-ES\|IEIGC-218}} · {{Object location dec\|41.905507\|2.202025\|region:ES-CT_type:landmark_source:cawiki}} · [[Categoria:Geological sites in Catalonia]]                                         |
| Sobrevia - coll de Romagats                              |                                                     | Geozona Geòtops: 1- Collet de Sobrevia 2- Camp del Timonar 3- Turó de l'Enclusa 4- Eix Transversal - Sant Sadurní d'Osormort 5- Eix Transversal - La Fullaca 6- Coll de Romagats | 1.592,63 ha Estratigrafia (Paleozoic, Paleogen)                              | Seva, Viladrau, Taradell, Sant Julià de Vilatorta i Sant Sadurní d'Osormort (Osona) 41° 52′ 44″ N, 2° 20′ 04″ E / 41.878924°N,2.334353°E | IEIGC-219 | {{ca\|Sobrevia - coll de Romagats (Osona)}} · {{WLE-AD-ES\|IEIGC-219}} · {{Object location dec\|41.878924\|2.334353\|region:ES-CT_type:forest_dim:8200_source:cawiki}} · [[Categoria:Geological sites in Catalonia]]                                      |
| Súria - Tordell                                          |                                                     | Geozona | 248,13 ha Petrologia i Estructural (Paleogen)                                | Súria, Sant Mateu de Bages (Bages) 41° 50′ 11″ N, 1° 45′ 25″ E / 41.836315°N,1.757061°E | IEIGC-220 | {{ca\|Súria - Tordell}} · {{WLE-AD-ES\|IEIGC-220}} · {{Object location dec\|41.836315\|1.757061\|region:ES-CT_type:forest_dim:3000_source:cawiki}} · [[Categoria:Geological sites in Catalonia]]                                                          |
| Cova del Toll                                            | Interès paleontològic                               | Geòtop | 115,15 ha Geomorfologia, Paleontologia (Paleogen, Neogen i Quaternari)       | Moià (Bages) 41° 47′ 45″ N, 2° 08′ 38″ E / 41.795771°N,2.143874°E | IEIGC-221 | {{ca\|Cova del Toll (Moià)}} · {{WLE-AD-ES\|IEIGC-221}} · {{Object location dec\|41.795771\|2.143874\|region:ES-CT_type:landmark_source:cawiki}} · [[Categoria:Geological sites in Catalonia]]                                                            |
| La tossa de Montbui                                      | Interès paleontològic ENP Serra de Miralles-Queralt | Geòtop | 206,34 ha Estratigrafia i Paleontologia (Paleogen)                           | Santa Margarida de Montbui (Anoia) 41° 33′ 36″ N, 1° 34′ 32″ E / 41.560127°N,1.575663°E | IEIGC-222 | {{ca\|La tossa de Montbui (Santa Margarida de Montbui)}} · {{WLE-AD-ES\|IEIGC-222}} · {{Object location dec\|41.560127\|1.575663\|region:ES-CT_type:landmark_source:cawiki}} · [[Categoria:Tossa de Montbui]]                                             |
| Sant Llorenç i l'Obac                                    | PNT Sant Llorenç del Munt i l'Obac                  | Geozona Geòtops: 1- La Mola 2- El Montcau - cova Simanya; fenòmens càrstics 3- Les Pedritxes; el basament del massís 4-Quaternari de la Riera de les Arenes 5- Carena del Paller de tot l'any; el modelat | 5.036,63 ha Estratigrafia (Paleozoic, Mesozoic, Paleogen)                    | Castellar del Vallès, Matadepera, Rellinars, Sant Llorenç Savall, Terrassa, Vacarisses, Mura, Monistrol de Calders, el Pont de Vilomara i Rocafort, Sant Vicenç de Castellet, Talamanca i Granera (Vallès Oriental, Bages) 41° 37′ 32″ N, 1° 58′ 10″ E / 41.62549°N,1.969508°E | IEIGC-223 | {{ca\|Sant Llorenç i l'Obac}} · {{WLE-AD-ES\|IEIGC-223}} · {{Object location dec\|41.62549\|1.969508\|region:ES-CT_type:forest_dim:11100_source:cawiki}} · [[Categoria:Parc Natural de Sant Llorenç del Munt i l'Obac]]                                   |
| Montserrat                                               | PNT Montserrat                                      | Geozona Geòtops: 1- Cim de Sant Jeroni 2- Fàcies de ventall costaner de l'Estació Inferior de l'Aeri 3- Carretera Monistrol - Monestir. Intercalacions marines 4- Monestir. conglomerats de Montserrat 5- Sant Benet i els Flautats 6- El Cavall Bernat i la Serra de les Lluernes 7- Conglomerats del Coll de l'Ajaguda 8- Travessa de les Agulles (Pas de la Portella-Portell Estret). | 854,8 ha Estratigrafia (Paleogen)                                            | El Bruc, Monistrol de Montserrat, Collbató (Anoia, Bages, Baix Llobregat) 41° 36′ 23″ N, 1° 48′ 07″ E / 41.606336°N,1.802066°E | IEIGC-224 | {{ca\|Montserrat}} · {{WLE-AD-ES\|IEIGC-224}} · {{Object location dec\|41.606336\|1.802066\|region:ES-CT_type:forest_dim:6300_source:cawiki}} · [[Categoria:Muntanya de Montserrat]]                                                                      |
| Coves del Salnitre i discordança progressiva de Collbató | PNT Montserrat                                      | Geozona Geòtops: 1- Coves de Salnitre | 222,06 ha Estratigrafia (Paleozoic, Mesozoic, Paleogen, Neogen i Quaternari) | Collbató (Baix Llobregat) 41° 34′ 29″ N, 1° 50′ 25″ E / 41.574852°N,1.840142°E | IEIGC-225 | {{ca\|Coves del Salnitre i discordança progressiva de Collbató}} · {{WLE-AD-ES\|IEIGC-225}} · {{Object location dec\|41.574852\|1.840142\|region:ES-CT_type:forest_dim:2500_source:cawiki}} · [[Categoria:Geological sites in Catalonia]]                 |

## Llegenda i glossari
- Protecció:
  - PNC: parc nacional
  - PNT: parc natural
  - PNIN: paratge natural d'interès nacional
  - ENP: espai natural protegit